# 克诺尔喹啉合成
克诺尔喹啉合成（Knorr quinoline synthesis），由德国化学家路德维希·克诺尔（Ludwig Knorr，1859－1921）1886年首先报道。
酰基乙酰苯胺在硫酸作用下，发生分子内环化生成2-羟基喹啉。
此反应是亲电芳香取代反应，总过程消除一分子水。
1964年Staskun研究发现在特定条件下4-羟基喹啉是反应的副产物。例如，苯甲酰基乙酰苯胺(1)在远过量的多聚磷酸催化下生成的产物是2-羟基喹啉(2)，不过如果用少量的多聚磷酸催化，则会生成4-羟基喹啉(3)。Staskun提出如下N,O-双正离子和 N-正离子中间体以解释这两个产物在不同酸性条件下的生成。
2007年克隆普等利用理论计算和核磁共振谱结果，提出超亲电性的O,O-二正离子中间体在反应条件下比N,O-二正离子更容易生成。而且他们还发现质子酸性的三氟甲磺酸是此反应最有效的酸催化剂。